# Живри ле Лоази
Живри ле Лоази (фр. Givry-lès-Loisy) насеље је и општина у североисточној Француској у региону Шампањ-Арден, у департману Марна која припада префектури Шалонс ан Шампањ.
По подацима из 2011. године у општини је живело 86 становника, а густина насељености је износила 17,03 становника/km². Општина се простире на површини од 5,05 km². Налази се на средњој надморској висини од 190 метара.

## Демографија
| 1962. | 1968. | 1975. | 1982. | 1990. | 1999. | 2011. |
| ----- | ----- | ----- | ----- | ----- | ----- | ----- |
| 81    | 87    | 101   | 76    | 78    | 84    | 86    |

График промене броја становника у току последњих година